# محمد كاظم الطريحي
الشيخ محمد كاظم بن الشيخ كاتب بن الشيخ راضي الطريحي (1920 -2002) من علماء الدين الشيعة البارزين في العراق ينتهي نسبه إلى الصحابي حبيب بن مظاهر الأسدي، ولد في النجف، درس على يد والده العالم في علوم اللغة العربية وآدابها ومقدمات العلوم الإسلامية على الأعلام الشيخ عبد الأمير بن الشيخ عبد الهادي الفلوجي، والشيخ مهدي الحجار، والسيد حسن البزاز والشيخ علي الحاج مجيد العطار، وبعد إتمامه هذه المرحلة في مدينة الكوفة حيث يقطنها والده، انتقل إلى النجف ليرتشف من أعلامها، فحضر عند الشيخ قاسم محي الدين في العروض وبصّره الشيخ محمد جواد الجزائري في العلوم العقلية والحكمة والفلسفة، وعند الشيخ محمد طاهر آل الشيخ راضي في الحديث والرجال وعند الشيخ محمد حسين المظفر في الفقه وحسن الموسوي البجنوردي والشيخ آغا بزرك الطهراني والشيخ عبد الكريم الزنجاني.
من أساتذته في البحوث العالية أئمة الدين الأعلام الشيخ عبد الحسين الرشتي، والسيد جواد التبريزي، والشيخ محمد رضا المظفر، والسيد محمد تقي بحر العلوم، كما استفاد من حضوره بحوث الفقه والأصول والتفسير للإمام الخوئي، وقد ائتمنه بنقل رسائله الخاصة في بعض الأزمات السياسية. وقد اختص بالإمام الشيخ محمد حسين آل كاشف الغطاء حيث يلازمه في بحوثه الفقهية والأصولية وفي العقائد والتفسير وغيرها، وكان موضع ثقته في نقل آرائه ورسائله إلى جهات مهمة رسمية ودينية. أجازه بعض أساتذته بالرواية ووثقه مراجع الدين قبل وبعد وفاة والده، واختص بالمنصب الديني وقضاء حوائج الناس في مدينة الكوفة وحل المشاكل الاجتماعية والعشائرية.
ومن حيث كانت مجالس النجف العلمية تعتبر مدارس يغترف منها طلاب العلم والمعرفة فقد واكب تواصله بالحضور المستمر لها مما فتح أمامه آفاقاً معرفية تكاملت معها شخصيته العلمية والأدبية، كان من أولها مجلس والده حيث يحضر أعيان العلماء والأدباء والمفكرين كما صحب والده لملازمة مجالس أعلام الدين والفضل الميرزا مهدي الآخوند الخراساني والسيد أبو الحسن الأصفهاني والميرزا عبد الهادي الشيرازي والسيد محسن الحكيم والسيد الخوئي والشيخ عبد الكريم الجزائري والشيخ محمد كاظم آل الشيخ راضي والسيد مير علي أبو طبيخ والشيخ قاسم محي الدين والشيخ محمد رضا الغراوي والإمام الشيخ محمد رضا آل ياسين ومجالس آل الشيبيي وآل المظفر وآل الحكيم وآل بحر العلوم وغير ذلك.
اتجه في مقتبل عمره إلى البحث والدراسة والتأليف والنشر في الصحف والمجلات المشهورة في العراق وإيران ومصر ولبنان وسوريا والحجاز بأسماء صريحة أو مستعارة أحياناً.نظم الشعر مقلاً فيه حيث نشرت له بعض المقطوعات، وكانت له مشاركات في ندوات الجمعيات الأدبية في النجف وخارجها كجمعية الرابطة العلمية ـ الأدبية ومنتدى النشر والتحرير الثقافي وندوة عبقر وندوة الآداب والفنون المعاصرة وندوة الشعرباف وندوة الغبّان وندوة السيد مكي السيد جاسم وغيرها، كما كان أحد أعضاء الهيئة المؤسسة لجمعية رعاية الفكر والأدب في النجف وانتخب عضواً دائمياً في لجنة التراث بمؤتمر الأدباء العرب في الكويت. ومن مبادراته اقتراحه إنشاء (رابطة الأدباء الإسلاميين).
له مساهمات وطنية منذ حركة مايس 1941 حتى ثورة شعبان ـ آذار عام 1991 حيث تعرض إلى الاعتقال والمساءلة عدة مرات أمام الجهات الأمنية وهوجمت داره وأحرقت مكتبته العامرة التي تضم نفائس الآثار المخطوطة ونوادر المطبوعات والمقتنيات الأثرية واقتيد أبناؤه للاعتقال وأعدم ابنه الشهيد محمد حسن، ثم تشرد أفراد أسرته في أرض الله الواسعة. شارك في مؤتمرات فكرية وتراثية في العراق وخارجه منها مؤتمر ابن سينا المنعقد ـ طهران سنة 1952، وبغداد عام 1953 ومؤتمر الخواجة نصير الدين الطوسي ـ طهران عام 1954 ومؤتمر الأدباء العرب الرابع ـ الكويت عام 1958، والخامس بغداد عام 1965، والسابع بغداد عام 1969، ومؤتمر الكندي ـ بغداد 1962 ومؤتمر رابطة العالم الإسلامي ـ جدة عام 1966وغيرها.
مارس الدرس والتدريس في أروقة الحوزة العلمية في النجف كما عين مدرّساً في مدرسة الإمام كاشف الغطاء وعيّن عام 1957 مدرّساً في متوسطة السدير بالنجف بناءً على كفائته العلمية ثم انصرف عن الوظيفة وعاد لسلك التعليم بعد الستينات حتى سن التقاعد.

## مؤلفاته
- ابن سينا ـ بحث وتحقيق، قدم له الإمام كاشف الغطاء ـ طبع النجف 1948.
- الكندي فيلسوف العرب الأول، بغداد 1962.
- الفلسفة الإشراقية عند ابن سينا، طهران 1954.
- عقيدة ابن سينا، طهران 1954.
- نصير الدين الطوسي بين الفلسفة وعلم الكلام، طهران 1952.
- الإمام علي بطل العروبة والإسلام، 1960.
- الأدب في ثورة العشرين، 1959.
- توثيق الارتباط بالتراث العربي وتحديد معالمه، بغداد 1969.
- النجف حضارة وأصالة، دمشق 1994.
- في تاريخ النجف ـ عدة أجزاء صدر منها النجف مدينة العلم والعمران، بيروت 2002.
- ديوان ابن كمونه ـ تحقيق ـ، النجف 1948.
- ديوان الشيخ علي نقي الأحسائي ـ تحقيق ـ، طهران 1955.
- كتب وأدباء وأناس آخرين..
- تفسير غريب القرآن للشيخ الطريحي ـ تحقيق ـ، النجف 1952.
- جامع المقال فيما يتعلق بأحوال الحديث والرجال للشيخ الطريحي ـ تحقيق ـ، طهران 1955.
- ضوابط الأسماء واللواحق للشيخ الطريحي ـ تحقيق ـ، طهران 1956.
- مطارح النظر في شرح الباب الحادي عشر للشيخ صفي الدين الطريحي ـ تحقيق ـ، النجف 1958..
- دراسة موسعة عن الشيخ محمد الحسين آل كاشف الغطاء.
- دراسة موسعة عن الشيخ أحمد الأحسائي وتاريخ الفرقة الشيخية.
- دراسات في التصوف والعرفان.
- رحلته إلى الحج.

ومقالات وبحوث أخرى مخطوطة ومطبوعة.

## بعض مصادر ترجمته
• أعيان الشيعة 5 / 17
• الذريعة 9 / 1 : 128، 26 / 23 
• فهرست 1 / 134
• معجم المؤلفين العراقيين 3 / 227 
• تاريخ الكوفة الحديث 2 / 491 ـ 492
• معجم رجال الفكر والأدب في النجف 2 / 843
• الذكرى الألفية لابن سينا المجلد اللثالث لجنة الآثار الوطنية 32 طهران 1376 ص 281 ـ 289
• الكتاب الذهبي لذكرى ابن سينا ـ جامعة الدول العربية ـ القاهرة 1953
• أدب تاريخ للبازي (مخطوط) 294، 384، 162
• مجلة البذرة النجفية (عدد خاص عن ابن سينا)
• الأدباء العراقيون المعاصرون وإنتاجهم سعدون الريس ص 83
• مجلة الموسم، العدد الأول، الطبعة الثالثة (النجف حضارة وأصالة) 
• معجم المطبوعات النجفية / 63، 181، 258، 297
• كتابهاي عربي جابي / 379
• ديوان السيد موسى الطالقاني ص 255 
• ماضي النجف وحاضرها 2 / 458
• نفح الطيب في تاريخ النجف القريب (مخطوط) 2/317

## وفاته
توفي فجر يوم السبت 18/ ربيع الأول /1423 المصادف 29/6/2002 في دار هجرته بالدنمارك ونقل جثمانه حيث وري الثرى في مقبرة السيدة زينب بدمشق الشام ظهر يوم الجمعة 24 ربيع الأول 1423 المصادف 5/7/2002.

## وصلات خارجية
للمزيد عن الشيخ محمد كاظم الطريحي 